# Ernst Schröder (Journalist)
Ernst Schröder (* 1. Oktober 1889 in Hadersleben; † 4. April 1951 in Flensburg) war ein deutscher Journalist.

## Leben
Schröders Vater war der Gymnasiallehrer Nis Schröder. Nach dem Besuch des Gymnasiums in Hadersleben besuchte er die Journalistenhochschule in Berlin. Anschließend arbeitete zunächst als Journalist bei der deutschen Haderslebener Zeitung „Schleswigsche Grenzpost“. In der Zeit der Volksabstimmung in Schleswig war er Berater des preußischen Staatskommissars Adolf Köster, der die Volksabstimmung in Schleswig über Teilung oder Verbleib Schleswigs im Deutschen Reich, auf deutscher Seite organisierte.
Nach der Volksabstimmung zog Schröder nach Flensburg, wo er 1922 das „Korrespondenz-Büro Nordschleswig“ gründete, eine Nachrichtenagentur für das Grenzgebiet, der ein „kultureller Dienst“ angegliedert war. Mitte der 1920er Jahre war Schröder einer von zwei Geschäftsführern des Schleswig-Holsteinischen Heimatbundes. 1929 organisierte er maßgeblich die Zusammenlegung der vier deutschen Zeitungen in Nordschleswig zur „Nordschleswigschen Zeitung“, deren Aufsichtsratsvorsitzender Schröder wurde. Im Oktober 1932 übernahm Schröder den Vorsitz des Wohlfahrts- und Schulvereins für Nordschleswig, im Mai 1933 trat er in die NSDAP ein und organisierte anschließend die sog. „Gleichschaltung“ des Vereins. Während des Zweiten Weltkriegs war Schröder „Hauptschriftleiter“ der „Flensburger Nachrichten“.
Im Mai 1945 wurde Schröder in der Nähe von Apenrade verhaftet. Er wurde zu sechs Jahren Gefängnis verurteilt. Im Dezember 1948 wurde er entlassen, da er schwer erkrankt war; erst im April 1949 durfte er nach Deutschland ausreisen. Hier wurde er im Entnazifizierungsverfahren in die Gruppe V der „Entlasteten“ eingestuft.

## Veröffentlichungen
- Der Kampf um die deutsche Nordgrenze. In: Der Kampf um die deutschen Grenzen. Verlag Deutsche Volksgemeinschaft, Berlin 1925, S. 60.
- Das Ringen um Schleswig: Grenzkampfmethoden vor und nach dem Krieg; ein Vortrag gehalten in Flensburg im Oktober 1925. Verlag des Schleswig-Holsteiner-Bundes, Flensburg 1925 (Heimatschriften des Schleswig-Holsteiner-Bundes; 16).
- Nordschleswig. Hochschule-und-Ausland-Verlag, Berlin-Charlottenburg 1925 (Taschenbuch des Grenz- und Auslanddeutschtums; 13).
- Die fremden Minderheiten im deutschen Sprachgebiet. Runge, Berlin-Lichterfelde 1927 (Bücher des Deutschtums; 3).
- Die nordschleswigsche Sammlungsbewegung: eine Episode. Möller, Rendsburg 1928.
- Deutsche Arbeit im Grenzlande Schleswig: Vorträge über die Schleswig-Frage. Nordschleswigsche Zeitung, Apenrade 1933.
- Unser Kampf: grundsätzliches zur Nordschleswig-Frage. Nordschleswigsche Zeitung, Apenrade 1934.
- Grundlagen und Kräfte im deutsch-dänischen Grenzringen: Vortrag, gehalten auf der Bücherei-Tagung in Flensburg im Oktober 1937. Flensburger Nachrichten, Flensburg 1937.
- Schleswig – ein Grenzland: Aufsätze aus zwei Jahrzehnten mit einer Einführung. Verlag Heimat und Erbe, Flensburg 1938.
- Nachdenkliche Reise durch Dänemark. Heimat und Erbe, Flensburg 1939.
- Nordschleswig: Eine Grenzlandschaft im Bilde Heimat und Erbe, Flensburg 1940
- Zwischen Hadersleben und Flensburg: Erinnerungsblätter an die Volksabstimmungen in Schleswig: 10. Februar und 14. März 1920. Verlag Heimat und Erbe, Flensburg 1940.